# Krzyżanki (powiat gostyński)
Krzyżanki – wieś w Polsce, położona w województwie wielkopolskim, w powiecie gostyńskim, w gminie Pępowo.
Oddalona o 5 km na południowy zachód od Pępowa.

## Podział wsi
| SIMC    | Nazwa          | Rodzaj    |
| ------- | -------------- | --------- |
| 0374309 | Krzyżanki-Dwór | część wsi |

## Historia
Miejscowość pierwotnie związana była z Wielkopolską. Istnieje co najmniej od końca XIV wieku. Wymieniona została w łacińskim dokumencie z 1399 jako „Krziszian[ky]”, 1427 „Crzyzanky”, 1428 „Krzizanky”, 1450 „Krzyzanky”, 1452 „Crzizanky”, 1503 „Krzyzanki”, 1535 „Krzyszanky”.
Miejscowość była początkowo wsią szlachecką należącą do lokalnych rodów wielkopolskich - Krzyżankowskich, którzy od nazwy wsi przyjęli odmiejscowe nazwisko, a także Borsniczów, Zdunowskich. W 1444 wieś leżała w powiecie kościańskim Korony Królestwa Polskiego. W 1510 należała do parafii Pępowo.
W źródłach historycznych zachował się pierwszy zapis z 1399 wspominający świadka Tomisława Krzyżanowskiego z Krzyżanek. W 1427 Konrad Borsnicz ze Zdun kupił od Mikołaja Frycza z Jutrosina wsie Gębice oraz Krzyżanki.
W pierwszej połowie XV wieku odbył się proces sądowy o własność Krzyżanek. W latach 1427-1450 dziedzicem we wsi był Herman, Irzman Zdunowski ze Zdun. W 1427 przedłożył akt nabycia Gębic i Krzyżanek przez swego ojca Konrada Borsnicza ze Zdun w procesie majątkowym z Małgorzatą Chlebowską. Sąd uznał ważność udokumentowanej transakcji. W 1427 Herman dowodził przy pomocy świadków, że nie zachował żadnego dokumentu poświadczącego, że dziedzina Krzyżanki są ojcowizną Małgorzaty. W 1429 przegrał ostatecznie procesy ze wspomnianą Małgorzatą i miał jej zapłacić 55 grzywien szer. groszy. W 1434 Herman zapisał żonie Jadwidze po 200 grzywien posagu oraz wiana na wsi Gębice oraz na 7 łanach w Krzyżankach. W 1444 sprzedał on swoje dziedziny we wsi, przypadające mu z działów braterskich, Janowi z Unięcic koło Krobi za 450 grzywien, który zapisał swojej żonie Katarzynie po 75 grzywien posagu oraz wiana na połowie Krzyżanek. W 1450 Herman toczył proces z Mikołajem, synem Bartosza z Jutrosina, który odstąpił od roszczeń do Gębic i Krzyżanek z tytułu prawa bliższości wycofując swój pozew.
W latach 1452-1505 w kilku procesach sądowych odnotowywany został Jan Krzyżankowski z Krzyżanek. W 1459 zapisał z zastrzeżeniem prawa wykupu Janowi z Unięcic 6 grzywien czynszu rocznego na Krzyżankach od sumy głównej wynoszącej 100 florenów węgierskich. W 1476 zapisał on swojej żonie Olechnie po 100 kóp groszy posagu i wiana na połowie dóbr w Krzyżankach. 1503 wraz z żoną Olechną zwaną też Aleksandrą sprzedali z zastrzeżeniem prawa wykupu Stanisławowi synowi Walentego z Poznania altaryście w Krotoszynie 3 grzywny czynszu rocznego na Krzyżankach za 36 grzywien. W 1505 tenże z żoną Olechną sprzedali z zastrzeżeniem prawa wykupu Janowi z Grodziska wicedziekanowi katedry poznańskiej oraz rządcy szpitala św. Barbary w Chwaliszewie jedną grzywnę czynszu rocznego zapisanego na Krzyżankach za 12 grzywien szer. groszy.
Majątek po Janie Krzyżankowskim odziedziczyli jego synowie Jan, Mikołaj oraz Stanisław Krzyżankowscy. W 1509 Jan Krzyżankowski dał w działach swoim braciom rodzonym Mikołajowi i Stanisławowi całe części dziedziczne po ojcu i matce w Krzyżankach. W 1509 Stanisław Krzyżankowski zapisał swojej żonie Jadwidze córce Wawrzyńca Czarnkowskiego po 50 złotych węgierskich posagu oraz wiana na połowie z połowy dziedzicznej części wsi Krzyżanki oraz Pasierbice koło Krobi. W 1516 Mikołaj Krzyżankowski zapisał swojej żonie Barbarze Kierskiej z Kiekrza po 200 grzywien posagu oraz wiana na swojej części wsi. W 1516 bracia Mikołaj oraz Jan Krzyżankowscy sprzedali z zastrzeżeniem prawa wykupu Maciejowi Włostowskiemu 4 łany osiadłe we wsi za 43 grzywny. W 1527 Mikołaj Krzyżankowski zapisał swojej żonie Annie Włostowskiej po 100 grzywien posagu oraz wiana na połowie całej wsi Krzyżanki. W 1545 kupił on od swego bratanka Macieja Krzyżankowskiego 1/4 część wsi za 417 złotych. W 1532 Piotr Krzyżankowski dał w dziale swoim braciom przyrodnim Maciejowi, Wojciechowi i Stanisławowi całe części po ojcu w Tworzyjanicach, Tworzyjankach oraz Krzyżankach, a w zamian otrzymał część Pomykowa.
W drugiej połowie XVI wieku dziedzicami we wsi byli bracia Jan, Wojciech oraz Łukasz Krzyżankowscy. W 1566 Łukasz oraz Wojciech wraz z zonami dokonali podziału części należących do nich dóbr w Krzyżankowie, które kupili od swojego brata Jana. W 1578 majątek odziedziczyli Feliks zwany „Szczęsny”, Mikołaj oraz Łukasz Krzyżankowscy synowie Łukasza Krzyżankowskiego. W 1580 podzielili między siebie dobra w Krzyżankach i Pasierbicach. W 1581 toczyli oni proces z Łucją Strzeszkowską wdową po Janie Krzyżankowskim o zniszczenie ich młyna w Krzyżankach, a w 1581 proces o kmiecia.
Przy okazji procesów sądowych odnotowano także zwykłych mieszkańców wsi. W 1580 wspomniano krzyżankowskich kmieci: Sobka, Kopcia, Drozdzaka, Granata, Maćka sywna Piotra, Stanisława brata Drozdzaka oraz zagrodnika Przybka. W 1581 wspomniani zostali kmiecie bracia Wawrzyniec i Stanisław. W 1581 odnotowano kmieci Sebastiana oraz Jakuba Kopcia.
Miejscowość odnotowano również w historycznych rejestrach poborowych. W 1510 w Krzyżankach odnotowano 10 łanów osiadłych i 9 łanów opuszczonych uprawianych przez panów, którzy nie mieli folwarków. W 1530 pobrano podatki od 7 łanów oraz 3 grosze z miejscowego wiatraka. W 1533 wspomniano opuszczoną karczmę. W 1563 pobrano podatki od 8 łanów oraz wiatrak dorocznego. W 1566 miał miejsce pobór z część Jana Krzyżankowskiego od 4 łanów, karczmy dorocznej, dwóch zagrodników, wiatraka dorocznego, gorzelni. Z części należących do synów zmarłego Łukasza Krzyżankowskiego pobrano podatki od 4 łanów, karczmy dorocznej, 3 zagrodników oraz komornika. W 1580 pobór odbył się z części Łucji Krzyżankowskicj od 2 łanów, zagrodnika, a z części dziedziców zmarłego Łukasza Krzyżankowskiego od 4,5 łana oraz dwóch zagrodników.
Wieś szlachecka Krziżanki położona była w 1580 roku w powiecie kościańskim województwa poznańskiego w Rzeczypospolitej Obojga Narodów.
Wskutek II rozbioru Polski w 1793, miejscowość przeszła pod władanie Prus i jak cała Wielkopolska znalazła się w zaborze pruskim. W okresie Wielkiego Księstwa Poznańskiego (1815-1848) miejscowość należała do wsi większych w ówczesnym pruskim powiecie Kröben (krobskim) w rejencji poznańskiej. Krzyżanki należały do okręgu krobskiego tego powiatu i stanowiły odrębny majątek, którego właścicielem był wówczas (1846) Błociszewski. Według spisu urzędowego z 1837 roku wieś liczyła 208 mieszkańców, którzy zamieszkiwali 19 dymów (domostw).
W latach 80. XIX wieku wybudowano w Krzyżankach pałac tworząc przy nim jednocześnie park, którego część wydzielono na park krajobrazowy. Przy pałacu istnieje również mały zespół folwarczny.
W latach 1975–1998 miejscowość należała administracyjnie do województwa leszczyńskiego.